# Clytus (genre)
Pour les articles homonymes, voir Clytus.
Genre
Clytus est un genre d'insectes coléoptères de la famille des Cerambycidae.

## Espèces rencontrées en Europe
- Clytus arietis (Linné, 1758), communément appelé Clyte bélier
- Clytus arietoides Reitter, 1889
- Clytus clavicornis Reiche, 1860
- Clytus lama Mulsant, 1847
- Clytus rhamni Germar, 1817
- Clytus triangulimacula Costa, 1854
- Clytus tropicus (Panzer, 1795)

## Espèce américaine
- Clytus ruricola (Olivier, 1795)

## Synonymes
- Clytus elegans Haldeman, 1847, un synonyme de Neoclytus scutellaris (Olivier, 1790), une espèce trouvée aux États-Unis